# Tyra Trollpacka
Tyra Trollpacka (Witch Hazel i original) är en häxa ur filmen "Kalle Anka och häxan" från 1952.
Under namnet "Kvastelina" var hon med i seriealbumet "Kalle Anka och hans vänner önskar God Jul!" nr 9, 2003. 
Carl Barks gjorde en serieversion av filmens manus i Donald Duck nr 26. Figuren användes aldrig av Barks igen, men plockades sedermera upp av andra serieskapare i USA och andra länder. De som framför allt insåg figurens potential var de italienska disneykretörerna Carlo Chendi och Luciano Bottaro, vilka lät henne figurera i en rad vilda komediserier med Långben i huvudrollen. Hon har även figurerat i italienska Farbror Joakim-serier. 
Förutom i hennes debutserie och enstaka amerikanska efterföljare har Tyra Trollpacka främst synts till i licensproducerade Disneyserier från Italien och Ungern. Följaktligen har hon i Sverige framför allt figurerat i Kalle Ankas Pocket som är svenskarnas huvudsakliga forum för italienska Disneyserier.